# 豹斑石豆兰
豹斑石豆兰（学名：Bulbophyllum colomaculosum）为兰科石豆兰属下的一个种，原產於中國。

## 扩展阅读
- 維基物種上的相關：豹斑石豆兰